# Flavigny-le-Grand-et-Beaurain
Flavigny-le-Grand-et-Beaurain is een gemeente in het Franse departement Aisne (regio Hauts-de-France) en telt 441 inwoners (2004). De plaats maakt deel uit van het arrondissement Vervins.

## Geografie
De oppervlakte van Flavigny-le-Grand-et-Beaurain bedraagt 13,7 km², de bevolkingsdichtheid is 32,2 inwoners per km².
De onderstaande kaart toont de ligging van Flavigny-le-Grand-et-Beaurain met de belangrijkste infrastructuur en aangrenzende gemeenten.

## Demografie
Onderstaande figuur toont het verloop van het inwonertal (bron: INSEE-tellingen).
Vanwege een beveiligingsprobleem met de MediaWiki Graph-software is het momenteel niet mogelijk deze grafiek weer te geven. Zodra de software is bijgewerkt zal de grafiek vanzelf weer zichtbaar worden.
1. ↑  Populations de référence 2022.